# Nuraghe Adoni
Il nuraghe Adoni è un complesso nuragico risalente all'età del bronzo situato nel comune di Villanova Tulo nella città metropolitana di Cagliari.
Il sito sorge su un rilievo di 811 m d'altezza tra la regione storica del Sarcidano e la Barbagia di Seùlo.

## Descrizione
I primi scavi risalgono alla metà del XIX secolo e vennero ripresi più volte negli anni novanta del XX secolo.
L'intero complesso è formato da una torre centrale e da un bastione quadrilobato, circondato da un villaggio. Nel sito sono stati rinvenuti vari reperti quali ceramiche e un frammento di ansa in bronzo del tipo Schnabelkanne.

## Galleria d'immagini

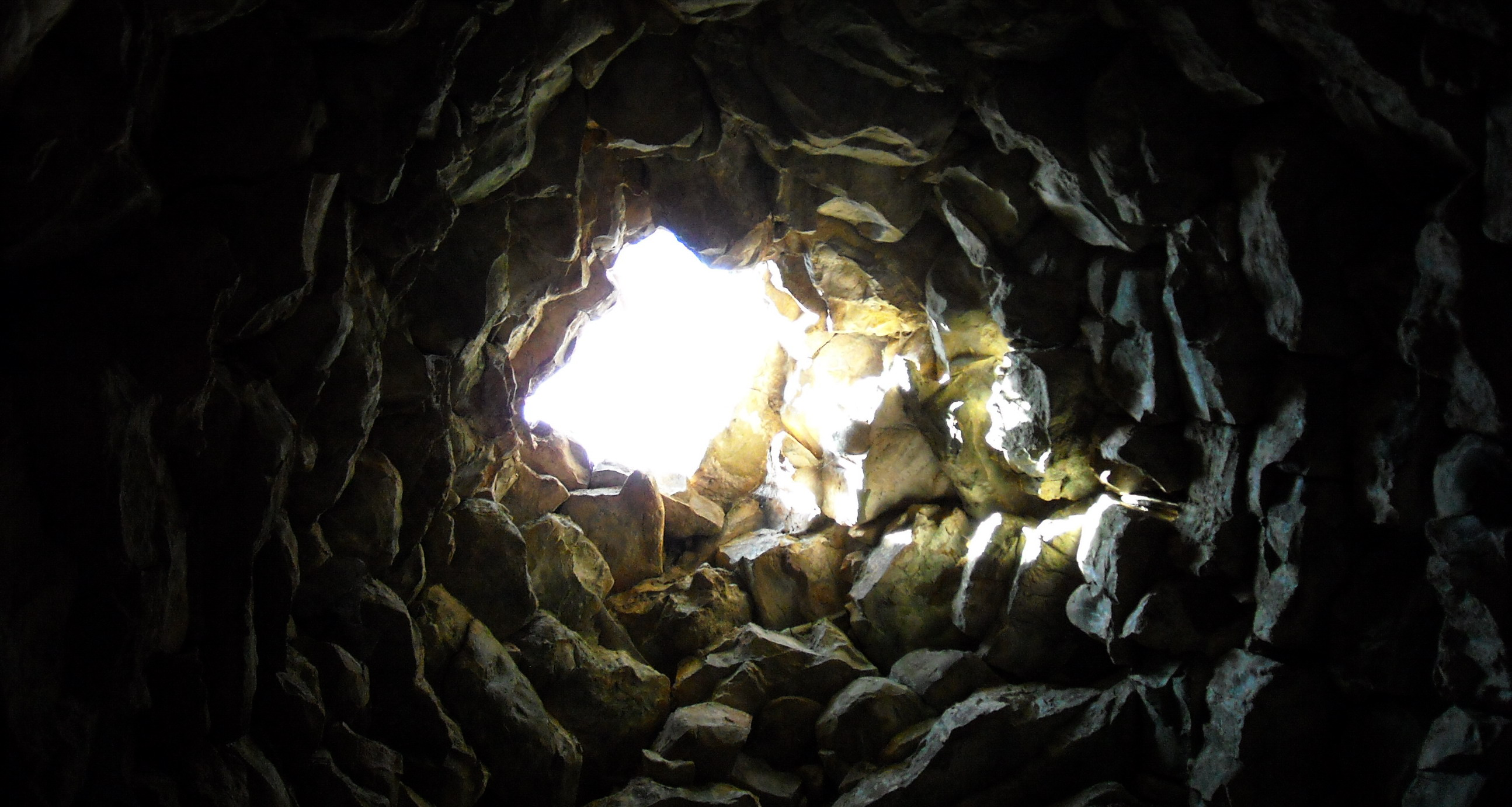
Copertura a thòlos della torre laterale
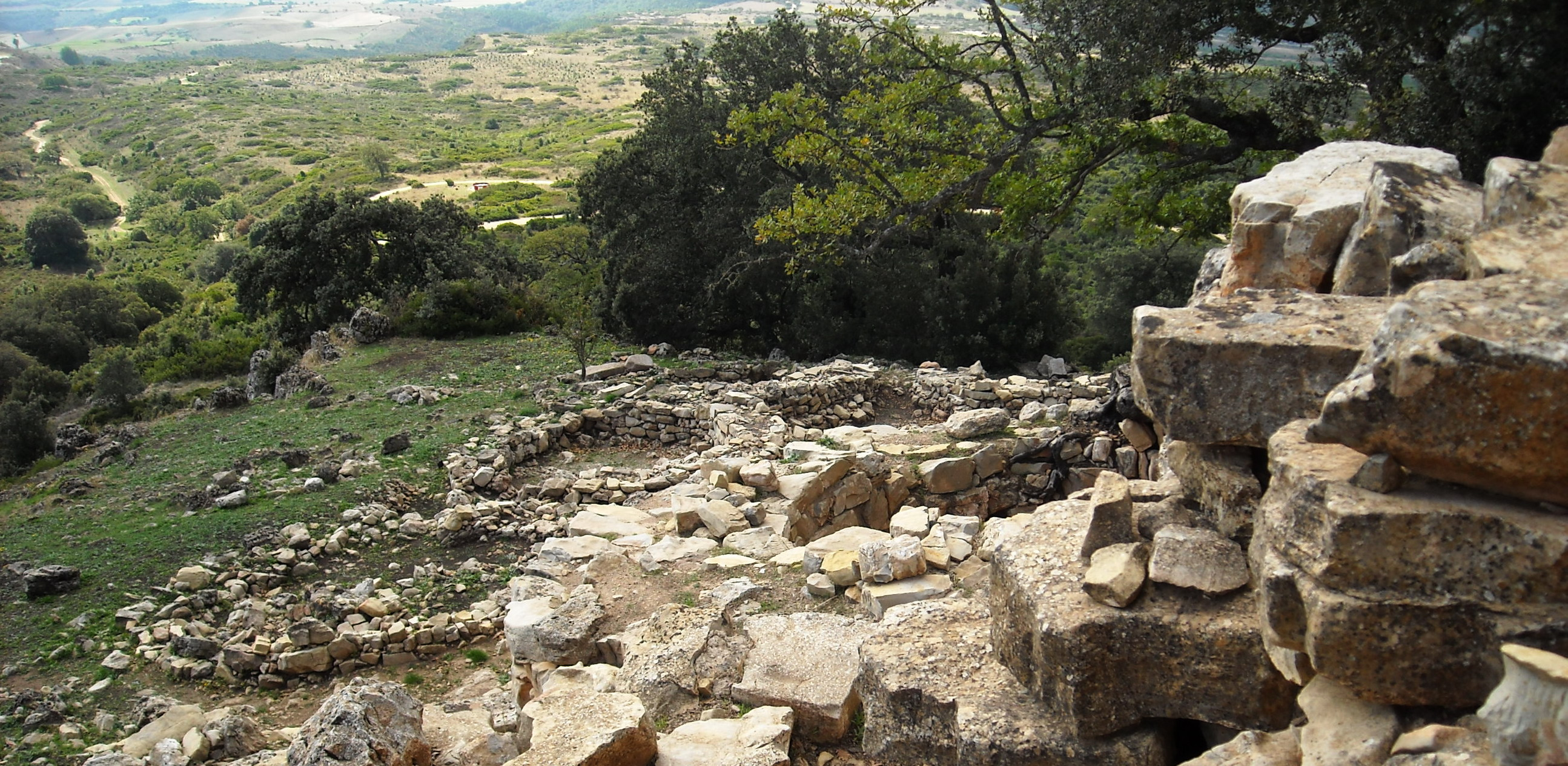
Resti del villaggio
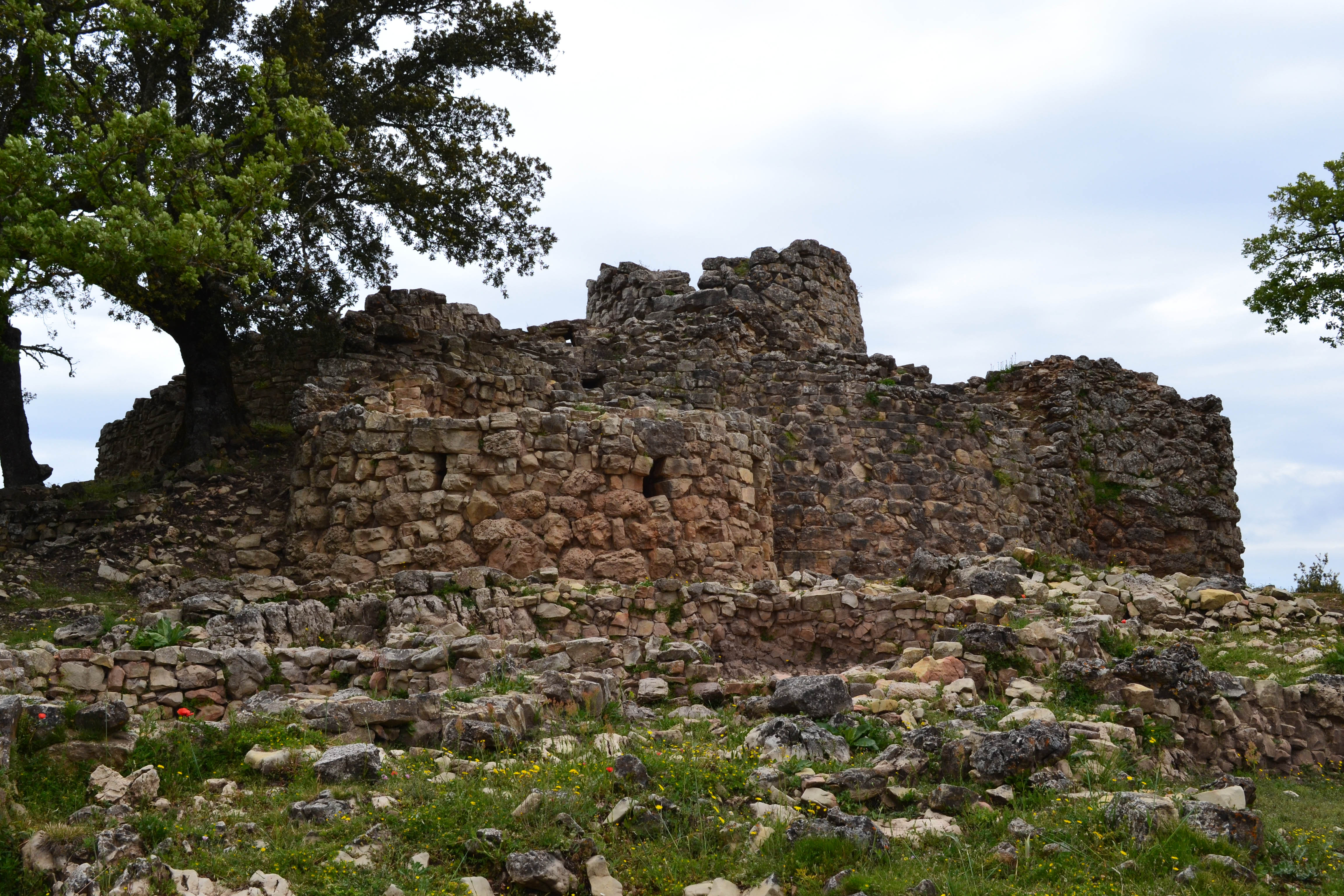
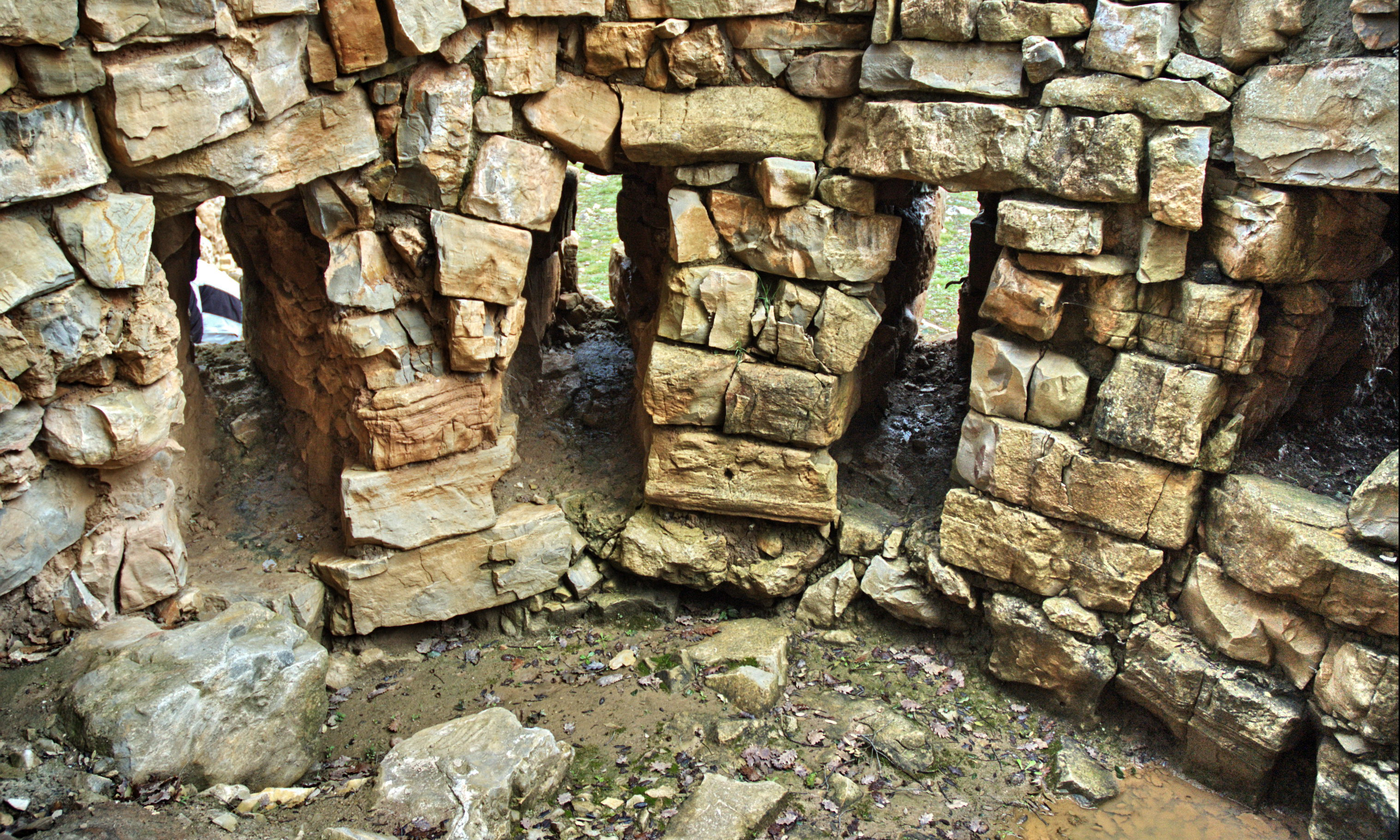